# 特別軍事作戦の実施について
特別軍事作戦の実施について（とくべつぐんじさくせんのじっしについて、ロシア語: О проведении специальной военной операции）は、2022年のロシアによるウクライナ侵攻に先立ち、2022年2月24日に、ロシア市民とウクライナ軍人に向けて放映された、ロシア連邦大統領であるウラジーミル・プーチンによる演説。

## 放送
2022年2月24日、モスクワ時間5時30分に、ロシアの国営テレビチャンネルは、ロシアのウラジーミル・プーチン大統領による演説を放送し始め、ドンバスでの「特別軍事作戦」の開始を発表した。その後、ロシア航空宇宙軍はウクライナの軍事施設にミサイルと空爆による攻撃を行い、地上部隊はクリミア半島やベラルーシの領土を経て様々な方向からウクライナの領土に攻撃を開始した。また、この演説はその後もロシアで繰り返し放送された。

## 内容
演説の始めに、プーチン大統領は、「ドンバスで発生している出来事と、ロシアの安全保障について話がある」と告げた。次に、プーチン大統領は演説の中で、「西側はNATOを東方拡大させないと約束していたが、実際にはそうなっておらず、それは西側がロシアを軽視している表れ」と批判した。また、「ロシアに対する冷笑的な対応に見られる、西側の自分たちが絶対に正しく、なんでもやりたい放題できるという考えは、ロシアだけでなくイラクやリビア、シリアに非人道的な結果をもたらしており、結果として世界にテロが蔓延した」とも述べた。その他、「2021年12月以降、ロシアは西側諸国とウクライナのNATO加盟に関する交渉に努めたが、アメリカ合衆国は態度を変えなかった」と語り、「ウクライナの領土で軍事開発が行われることは容認できず、ウクライナのNATO加盟はロシアに対して将来にわたって永久的なリスクになるが、NATOの姿勢はますます強硬化している」と非難した。「そのため、国連憲章第7章51条に則り、ドネツク人民共和国とルガンスク人民共和国の要請に応えてウクライナの非軍事化と非ナチ化を目的に特別軍事作戦を実施するが、ウクライナの占領は目的としていない」との主張もした。

## 評価
演説の国連憲章第7章51条に言及した部分は、多くの法関係者によって誤りであると見なされている。
また、ウクライナがロシアを先制攻撃していない以上、自衛権は成立しないという認識で国際社会の大勢の見解は一致している。